# NGC 2816
NGC 2816 este o galaxie situată în constelația . A fost descoperită în  de către John Herschel.